# 派宰勒托尔
派宰勒托尔（法語：Paizay-le-Tort，法語發音：[pɛzɛ lə tɔʁ]）是法国德塞夫勒省的一个旧市镇，属于尼奥尔区。2019年，派宰勒托尔与市镇梅勒、贝罗讷河畔马济耶尔、圣莱热-德拉马蒂尼耶尔和圣马丹莱梅勒合并为新的梅勒。

## 地理
派宰勒托尔（46°10'46"N, 0°9'47"W）面积11.28 平方千米，位于法国新阿基坦大区德塞夫勒省，该省份为法国西部内陆省份，北起曼恩-卢瓦尔省，西接旺代省，南至夏朗德省和滨海夏朗德省，东临维埃纳省。
与派宰勒托尔接壤的市镇（或旧市镇、城区）包括：布托讷河畔布里尤、吕斯赖、贝罗讷河畔马济耶尔、蒂尤。
派宰勒托尔的时区为UTC+01:00、UTC+02:00（夏令时）。

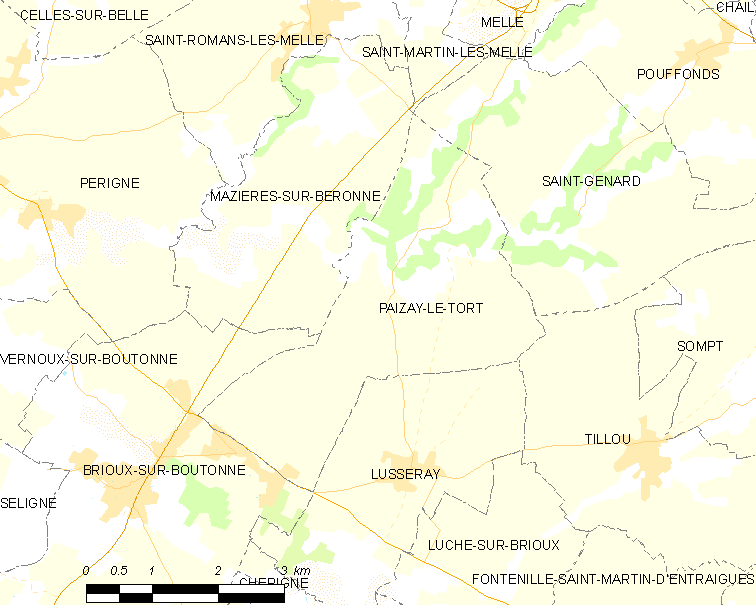
派宰勒托尔的OSM定位图

## 行政
派宰勒托尔的邮政编码为79500，INSEE市镇编码为79199。

## 政治
派宰勒托尔所属的省级选区为梅勒县。

## 人口

1962-2008年间派宰勒托尔人口变化图示

派宰勒托尔于2018年1月1日时的人口数量为474人。